# Kalanchoe gastonis-bonnieri
Kalanchoe gastonis-bonnieri ist eine Pflanzenart der Gattung Kalanchoe in der Familie der Dickblattgewächse (Crassulaceae).

## Beschreibung

### Vegetative Merkmale
Kalanchoe gastonis-bonnieri ist eine ausdauernde, manchmal zweijährige Pflanze, die an ihrer Basis Rosetten bildet. Ihre in der Regel sehr kurzen Triebe sind kahl. Die sehr dicken, fleischigen Laubblätter sind gestielt. Der breit stängelumfassende Blattstiel ist 3,5 bis 6,5 Zentimeter lang. Ihre eiförmig-lanzettliche, kahle, grüne, zahlreich unregelmäßig bräunlich grün gefleckte Blattspreite ist 13 bis 50 Zentimeter lang und 4,5 bis 10 Zentimeter breit. Sie ist wie eine Dachrinne der Länge nach gefaltet. Auf der Oberseite ist sie weißlich bereift. Ihre Spitze ist lang zugespitzt und trägt Brutknospen. Die Basis ist keilförmig, der Blattrand grob gekerbt.

### Generative Merkmale
Der Blütenstand besteht aus lockeren, mehr oder weniger vielblütigen Ebensträußen und erreicht eine Länge von 20 bis 30 Zentimeter. Der Blütenstandsstiel ist 30 bis 50 Zentimeter lang. Die hängenden oder etwas ausgebreiteten Blüten stehen an etwa 10 Millimeter langen Blütenstielen. Der kahle Kelch ist grün und weist rote oder violette Linien auf. Die zylindrische Kelchröhre ist 13 bis 16 Millimeter lang. Die dreieckigen, zugespitzten Kelchzipfel weisen eine Länge von 5 bis 6 Millimeter auf und sind 4,2 bis 5,3 Millimeter breit. Die fein drüsig behaarte Blütenkrone ist gelbgrün und weist rote oder violette Linien auf. Die zylindrische Kronröhre ist etwa 30 Millimeter lang. Ihre runden, zugespitzten Kronzipfel weisen eine Länge von 9 bis 11 Millimeter auf und sind 5,6 bis 7,5 Millimeter breit. Die Staubblätter sind zur Basis der Kronröhre hin angeheftet. Die oberen Staubblätter  ragen leicht aus der Blüte heraus. Die nierenförmigen Staubbeutel sind 2,5 bis 3 Millimeter lang. Die quadratischen, ausgerandeten Nektarschüppchen weisen eine Länge von 1,2 bis 2 Millimeter auf. Das Fruchtblatt weist eine Länge von 9 bis 11 Millimeter auf. Der Griffel ist 16 bis 24 Millimeter lang.
Die verkehrt eiförmigen Samen erreichen eine Länge von etwa 0,8 Millimeter.

## Systematik und Verbreitung
Kalanchoe gastonis-bonnieri ist im Nordwesten von Madagaskar auf felsigen Stellen verbreitet.
Die Erstbeschreibung durch Raymond-Hamet und Henri Perrier de La Bâthie wurde 1912 veröffentlicht.

## Nachweise